# Turnu Măgurele

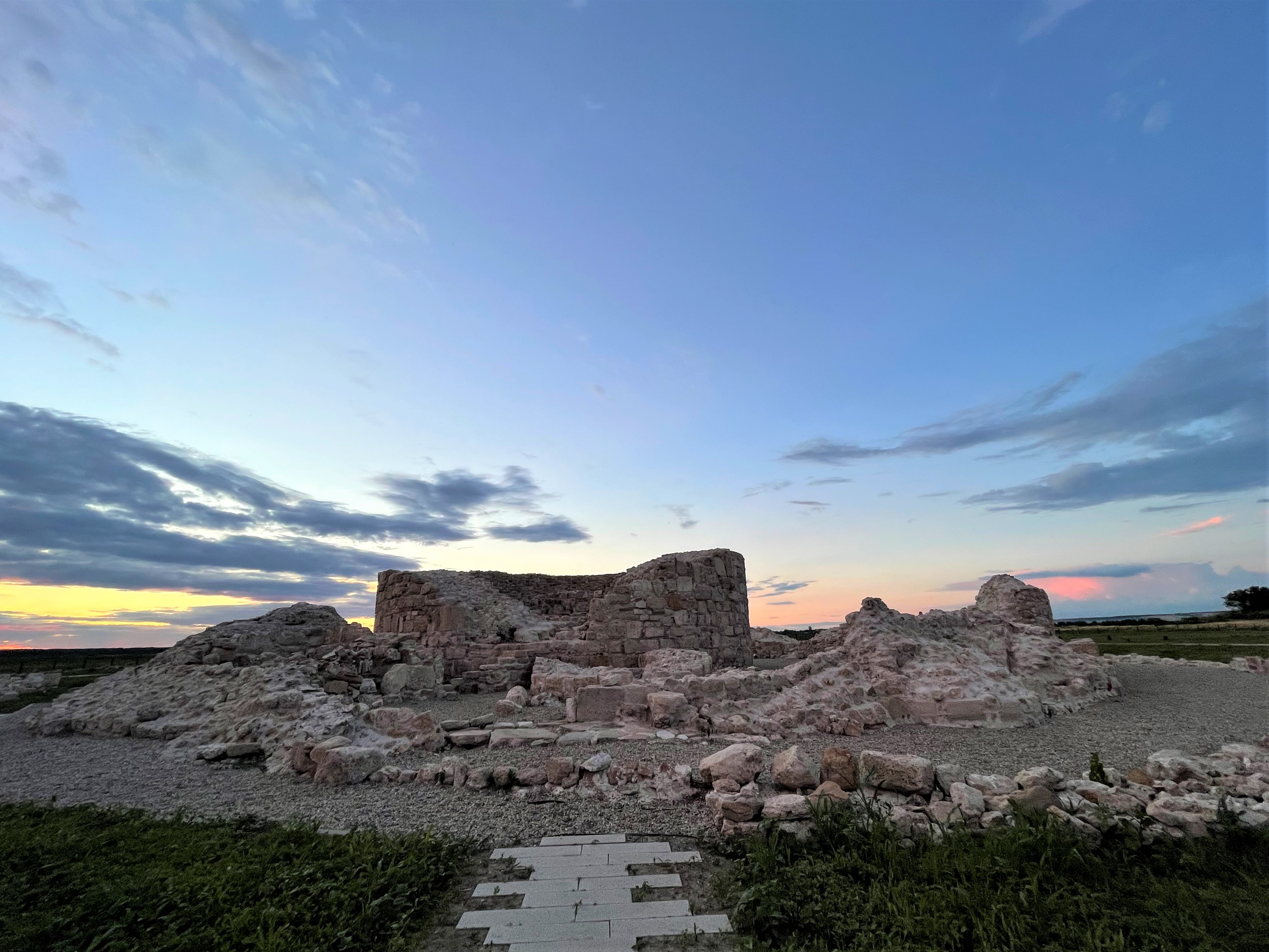
Ruinas de la Ciudadela de Turnu

Turnu Măgurele es un municipio situado en el distrito de Teleorman, en Rumania. Según el censo de 2021, tiene una población de 19 597 habitantes.
Fue fundado en 1836 por edicto del primer gobernante del Principado de Valaquia, Alexandru Ghica.
En la parte sur del municipio, a un kilómetro de la confluencia del río Olt con el Danubio, se encuentran las ruinas de la ciudad medieval de Turnu. La fortaleza jugó un rol importante en el sistema defensivo de Rumania, especialmente durante el Gobierno del prínicipe Mircea I de Valaquia. En ese entonces el monarca levantó un muro frente a la amenaza otomana desde el sur del Danubio.

## Geografía
El municipio tiene una superficie de 109.31 km², de los cuales 95.94 km² corresponden a territorio rural y 13.37 km² son áreas urbanas.
Hace frontera con Bulgaria y se une a través de ferry con la ciudad de Nikópol.

## Historia
Los búlgaros mantuvieron en este lugar una fortaleza llamada Holavnik. La ciudad fue ocupada por el Imperio Otomano en 1417, hacia el final del gobierno del Príncipe Mircea I. Al igual que Giurgiu y Braila, constituía una kaza en la orilla izquierda del Danubio. Con breves interrupciones durante las rebeliones anti-otomana de Vlad III el Empalador y Miguel el Valiente. Fue destruido por hajduks Iancu Jianu en su campaña contra Osman Pazvantoglu y su sucesor (1809) y nunca fue reconstruido bajo el dominio turco. Turnu, al igual que los otros dos kazas , debían ser devueltas a Valaquia a través de la Convención de Akkerman 1826 y finalmente fue cedido en 1829, a través del Tratado de Adrianopole. Se convirtió en la capital del condado de Teleorman en 1839.
El pueblo de Islaz, cerca Turnu Magurele, fue el centro inicial de la revolución valaca de 1848. Durante la Guerra de la Independencia rumana, la ciudad sirvió como base para la campaña en Bulgaria. Después de la reforma administrativa de 1968, se convirtió en un municipio.

## Demografía
Al censo de 2002 la ciudad contaba con una población estable de 30.089 habitantes, de los cuales 94,68% étnicos rumanos y 5,23% gitanos. La mayoría de la gente pertenece a la Iglesia ortodoxa rumana( 98,75%). En 2011 la población cayó a 22.268 habitantes debido a que la población comenzó a emigrar en busca de trabajo.

## Economía
La principal industria en el pasado fue la química y textil (MTM, Manufactura Turnu Magurele). Más recientemente la ciudad ha optado por la diversificación de su economía (ElectroTurris - una fábrica de motores diesel, y ConservTurris - una planta de procesamiento de alimentos).
Además existe una planta química en el municipio, que eleva la contaminación del aire debido a la alta emisión de gases que contienen amoniaco y sulfuro de hidrógeno.

## Atracciones turísticas
La principal atracción turística es la Catedral Sfântul Haralambie, en el centro de la ciudad. Construida por agricultores griegos a principios del siglo XX, la catedral se basa en los planos de Curtea de Arges. La Catedral está construida en estilo renacentista tardío.
Otro símbolo de la localidad es el Monumento a la Independencia. Fue construido para celebrar el importante papel que jugó en Turnu Magurele la Guerra de Independencia de Rumanía (1877-1878).

## Fiestas
- Fiesta Zerezeanu (día de San Trifan el Loco) se celebra el 1 de febrero y en este día se hace la santificación de la vid.
- La fiesta Drăgaica, se festeja el principio de la recogida de la cosecha.